# Ideoblothrus similis
Ideoblothrus similis är en spindeldjursart som först beskrevs av Luigi Balzan 1892.  Ideoblothrus similis ingår i släktet Ideoblothrus och familjen spinnklokrypare. Inga underarter finns listade i Catalogue of Life.